# Stuart Keith
George Stuart Keith (* 4. September 1931 in Clothall, Hertfordshire; † 13. Februar 2003 auf Chuuk, Mikronesien) war ein US-amerikanischer Ornithologe britischer Herkunft. In offiziellen Publikationen wird der erste Vorname George häufig abgekürzt oder gar nicht verwendet.

## Leben und Wirken
Keith kam im Dorf Clothall nahe der Ortschaft Baldock in Hertfordshire zur Welt. Während des Zweiten Weltkriegs zog er mit seiner Mutter und seinen vier Geschwistern nach Toronto, Ontario, Kanada. 1943 kehrte er nach Großbritannien zurück, wo er nach dem Krieg am Marlborough College ein Altphilologie-Studium begann. Während des Koreakriegs diente er im Infanterieregiment King’s Own Scottish Borderers, wo er den Rang eines Leutnants erlangte. Anschließend graduierte er zum Master of Arts in Altphilologie am Worcester College der University of Oxford.
1955 ließ sich Keith in Nordamerika nieder. 1958 wurde er Wissenschaftlicher Mitarbeiter der ornithologischen Abteilung des American Museum of Natural History in New York City. 1959 trat er der American Ornithologists’ Union bei, 1970 wurde er gewähltes Mitglied und 1991 wurde er zum Fellow ernannt. Von 1965 bis 1973 arbeitete er zunächst als Sekretär und anschließend als Präsident der US-amerikanischen Sektion des International Council for Bird Preservation (heute BirdLife International). 1969 war er Mitbegründer der American Birding Association (ABA). Von 1973 bis 1976 fungierte er als deren Präsident.
Zwischen 1961 und 1965 leitete Keith Expeditionen nach Afrika, wo er die Rufe und den Gesang einer großen Anzahl von Vogelarten aufzeichnete, darunter einige zum ersten Mal. Eine Auswahl von 90 Vogelstimmen wurde vom American Museum of Natural History auf Audiokassetten und Langspielplatten aufgenommen und 1971 unter dem Titel Birds of the African Rain Forests veröffentlicht.
Keith galt lange Zeit als einer der weltweit aktivsten Vogelbeobachter. 1956 absolvierte er eine Vogelbeobachtungsexkursion durch Kanada und die USA, wo er in nur einem Jahr 598 Arten beobachtete und damit den von Roger Tory Peterson im Jahr 1953 aufgestellten Jahresrekord von 572 Arten überbot. Anfang der 1970er Jahre war Keith die erste Person, die über 4.000 Vogelarten beobachtet hatte. Bei Erreichen von 5.450 Arten erhielt er 1979 einen Eintrag im Guinness-Buch der Rekorde. Zum Zeitpunkt seines Todes im Februar 2003 waren es rund 6.500 Arten.
1978 wurde Keith neben Emil K. Urban, Leslie H. Brown und Kenneth B. Newman Mitglied im Vorbereitungsteam für das Buchprojekt The Birds of Africa. Noch bevor 1982 der erste Band erschien, starb Brown im Jahr 1980. Nachdem Newman aus dem Projekt ausgeschieden war, waren Keith und Charles Hilary Fry zwischen 1986 und 2004 Mitherausgeber von sechs Bänden dieser Buchreihe. 
1994 wurde Keith US-amerikanischer Staatsbürger. Am 13. Februar 2003 starb er nach einem Tauchausflug an den Folgen eines Schlaganfalls. Nur einen Tag zuvor, konnte er die Ponape-Erdtaube (Alopecoenas kubaryi) seiner „Life-List“ (Liste der beobachteten Vogelarten) hinzufügen.

## Würdigungen und Dedikationsnamen
1993 wurde Keith mit der Eisenmann Medal der Linnaean Society of New York ausgezeichnet. 1999 erhielt er den Ludlow Griscom Award der American Birding Accociation in Anerkennung seiner unermüdlichen Leidenschaft und seines Engagements für die Vogelwelt Nordamerikas. 1987 benannte Kenneth Carroll Parkes die Unterart Cisticola chiniana keithi des Rotscheitel-Zistensängers aus Tansania zu Ehren von Stuart Keith.

## Werke (Auswahl)
- Collins Bird Guide: A Photographic Guide to the Birds of Britain and Europe. Collins, London, UK, 1980 (mit John Gooders) (deutsch: BLV-Vogelführer : 467 Vogelarten Europas, 1982. Übersetzung: Walther Thiede)
- The Birds of Africa, Bd. 2: Game Birds to Pigeons, 1986 (mit Charles Hilary Fry und Emil K. Urban)
- The Birds of Africa, Bd. 3: Parrots to Woodpeckers, 1988 (mit Charles Hilary Fry und Emil K. Urban)
- The Birds of Africa, Bd. 4: Broadbills to Chats, 1992 (mit Charles Hilary Fry und Emil K. Urban)
- The Birds of Africa, Bd. 5: Thrushes to Puffback Flycatchers, 1997 (mit Charles Hilary Fry und Emil K. Urban)
- The Birds of Africa, Bd. 6: Picathartes to Oxpeckers, 2000 (mit Charles Hilary Fry und Emil K. Urban)
- The Birds of Africa, Bd. 7: Sparrows to Buntings, 2004 (mit Charles Hilary Fry und Emil K. Urban) (posthum)